# ФК Колос (Ковальовка)
„Колос“ (на украински: Колос е украински професионален футболен клуб от село Ковальовка, Киевска област.
Отборът ще състезава в най-високото ниво на украинския клубен футбол след като спечели мястото си чрез плейоф в първенството на Първата лига на Украйна за 2018/19 година.
Играе домакинските си мачове на стадионите „Колос“ в село Ковальовка, който разполага с капацитет от 2500 места и на „Оболон Арена“ в Киев - 5100 зрители.

## История
Клубът е основан през 2012 година. В първия си сезон отборът става победител в Шампионата на Киевска област, и след това повтаря това в следващите две години, през 2013 и 2014. Освен това, през тези три сезона „Колос“ завоюва веднъж Купата и три пъти Суперкупата на областта. Успоредно с тези успехи става трети през 2014 година в Аматьорския шампионат на Украйна, а през 2015 е победител в туринъра Мемориал Макаров.
Във Втора лига през сезон 2015/16 отборът започва своето професионално участие. Лятно-есенната част (15 кръга от 26) „Колос“ завършва на първа място, което запазва до края на сезона, ставайки победител в първенството.

## Успехи

### Национални
- Украинска Премиер Лига:
  - 4-то място (1): 2020/21
- Купа на Украйна:
  - 1/16 финалист (1): 2017/18
- Първа Лига: (2 ниво)
  -  Второ място (1): 2018/19 (победител в плейофа)
- Втора Лига: (3 ниво)
  -  Победител (1): 2015/16

### Регионални
- Аматьорски шампионат:
  -  Трето място (1): 2014
- Шампионат на Киевска област:
  -  Победител (3): 2012, 2013, 2014
- Купа на Киевска област:
  -  Носител (1): 1994
- Суперкупа на Киевска област:
  -  Носител (3): 2012, 2013, 2014
- Турнир Мемориал Макаров:
  -  Носител (3): 2015, 2017, 2018